# 松山学院高等学校
松山学院高等学校（まつやまがくいんこうとうがっこう）は愛媛県松山市北久米町にある私立高等学校である。
プロテスタント系の高校で、初代校長作詞の「山路こえて」が学校の中心的な賛美歌になっている。またこれとは別に校歌がある。創立当時は夜間学校であったが現在では全日制に移行している。なお姉妹校として、同じ松山市の松山東雲中学校・高等学校がある。

## 建学の精神

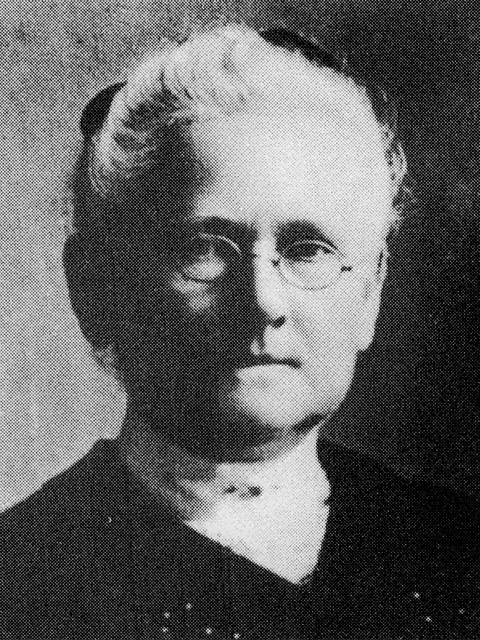
創立者C・ジャジソン

1. 人間尊重
(1)生命の尊さを大切にしよう。
(2)生きることに感謝しよう。
(3)人間愛に生きよう。
2. 人格中心
(1)健康な体と心を養おう。
(2)高い知性と豊かな人間性を養おう。
(3)誠実と信頼に生きよう。
3. 社会人への成長
(1)豊かな創造性を養おう。
(2)連帯の社会を大切にしよう。
(3)勤労と奉仕に生きよう。

## 実践綱領
己に厳しく
人に温かく
大愛に生きよう

## 沿革

### 年表
- 1891年 - アメリカ人女性宣教師コーネリア・ジャジソンが、西村清雄と共に松山市三番町に「普通夜学会」を創立。
- 1892年 - 西村清雄初代校長就任。
- 1894年 - 松山市永木町に移転 松山夜学校に改称。
- 1938年 - 文部大臣の指定を受け、松山夜学校から松山夜間中学に改称。
- 1943年 - 松山夜間中学から、松山城南中学校に改称。
- 1948年 - 教育制度の変更に伴い、定時制高校として、松山城南高等学校に改称。
- 1951年 - 全日制高等学校を併設。
- 1961年 - 定時制高等学校を廃止。
- 1961年 - 商業科を設置。
- 1976年 - 衛生看護科を設置。
- 1982年 - 現在地である松山市北久米町に移転。
- 1982年 - 衛生看護専攻科を設置。
- 1984年 - 調理科を設置。
- 1988年 - テニスコート完成。
- 1991年 - 福祉科を設置。
- 1998年 - 特進科を設置。
- 2000年 - 第2グランド完成。
- 2002年 - 看護科5年一貫制設置。
- 2020年 - 普通科スポーツコースを設置。
- 2021年 - 松山学院高等学校に改称。商業科募集停止。普通科でスポーツコース以外の生徒はを2年次から特別進学コース、総合進学コース、キャリア進学コースから選べるようになった。
- 2022年 - 普通科Newコースを設置。看護科募集停止。
- 2024年 - 総合進学コースを総合コースに、特別進学コースを進学コースに、キャリア進学コースを情報コースに改称。また、1年次から普通科は5コースになった。
- 2025年 - 福祉科募集停止。

## 学科
- 普通科
  - Newコース(2022年度から)
  - スポーツコース(2020年度から)
  - 総合コース(旧総合進学コース)
  - 進学コース(旧特別進学コース)
  - 情報コース(旧キャリア進学コース)
- 調理科
- 商業科(令和3年度に廃止)
- 福祉科(令和7年度に廃止)
- 看護科(令和4年度に廃止)

## 主な出身者
- 魚木忠一（神学者、同志社大学神学部長）
- 山崎昭史（元バスケットボール選手）
- 青野文彦（バスケットボール日本代表）
- 岡本剛史（サッカー選手）
- 青野令（スノーボード選手）
- 玉田誠（Moto GPライダー 当校中退）
- 吉岡健二（洋画家）
- 檜垣俊幸（今治造船会長）
- 野村朱鱗洞（俳人）